# Jerzy Piłat
Jerzy Janusz Piłat (ur. 14 lipca 1962 w Świdniku, zm. 23 stycznia 2008 w Mirosławcu) – pułkownik pilot Wojska Polskiego.

## Życiorys
Po ukończeniu Liceum Lotniczego w Dęblinie studiował w Wyższej Oficerskiej Szkole Lotniczej. Po promocji przydzielony został do 66 Lotniczego pułku szkolnego w Tomaszowie Mazowieckim. W 1998 r. został mianowany dowódcą eskadry w Tomaszowie Mazowieckim. Od 2001 do 2004 dowodził eskadrą lotniczą w 2 Ośrodku Szkolenia Lotniczego. W 2004 r. został skierowany na studia stacjonarne podyplomowe w Ogólnowojskowym Kolegium w Paryżu. Po powrocie został dowódcą 12 Bazy Lotniczej w Mirosławcu. Zginął 23 stycznia 2008 roku w katastrofie lotniczej samolotu CASA C-295M pod Mirosławcem. Pochowany na cmentarzu Powązki Wojskowe w Warszawie (kwatera FII-4-13).
29 stycznia 2008 Prezydent RP Lech Kaczyński, na wniosek ministra obrony narodowej Bogdana Klicha, awansował go pośmiertnie na stopień generała brygady.

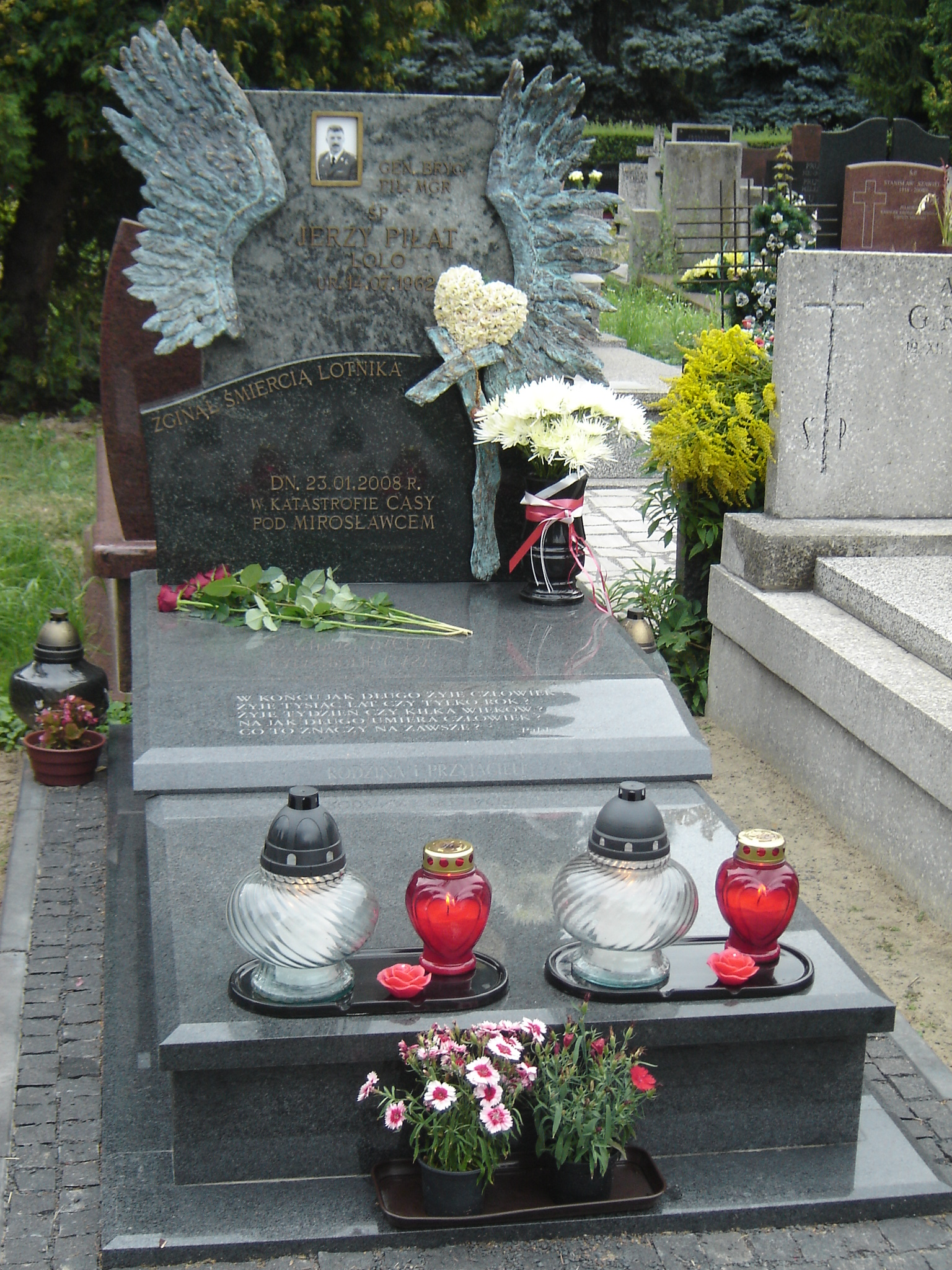
Grób Jerzego Piłata na Powązkach (2008)

Podwładni wspominają pułkownika jako bardzo kulturalnego dowódcę. Jego styl dowodzenia był bardzo dystyngowany - powiedział mjr Bogdan Ziółkowski z Bazy w Mirosławcu. Zostawił żonę Iwonę i dwie dorosłe córki.

## Odznaczenia i wyróżnienia
- Lotniczy Krzyż Zasługi (2008 pośmiertnie)[6].
- Honorowy obywatel Świdnika (2019)[7].